# Бахтіна Маргарита Миколаївна
Маргарита Миколаївна Бахтіна (нар. 30 вересня 1982, селище Варва Чернігівської області) — українська актриса театру і кіно.

## Життєпис
Народилася 1982 року у селищі Варва на Чернігівщині.
Навчалась у Київському державному інституті театрального мистецтва імені Івана Карпенка-Карого (майстерня Михайла Резніковича), який закінчила у 2005 році.
У 2005 року Маргарита Бахтіна прийшла до трупи Національного академічного театру російської драми імені Лесі Українки, де працювала до 2011 року. Потім перейшла до Театру на Подолі.

## Ролі в театрі
Національний академічний театр російської драми імені Лесі Українки
- «Марат / Сад» (2008) — Шарлотта Корде
- «Солдатики» (2007) — Катя
- «Ілюзіон» (2005) — Фетч Данауей, Кортні Хьюїт
- «Догори ногами!!!» — Красуня
- «Дерева вмирають стоячи» — Феліса
- «Дон Кіхот. 1938 рік» — Альдонса Лоренсо
- «Квартет» — медсестра Анжеліка
- «Вовки та вівці»
- «Прибуткове місце»
- «Маскарадні забави»

Театр на Подолі (м. Київ)
- «Продавець дощу» — Лізі
- «Сильніше пристрасті, більше, ніж любов» — Мерчуткіна Настасья Федорівна; Степанида Степановна Чубукова

### Фільмографія
- 2008 — Ґудзик — адміністраторка у готелі (епізод)
- 2009 — При загадкових обставинах — продавчиня комісійного магазину (у фільмі № 2 «Нещадна любов»)
- 2009 — Свати-2 — епізод
- 2011 — Бабине літо — доярка
- 2011 — Весна в грудні — вчителька
- 2011 — Екстрасенси-детективи — медсестра
- 2012 — Батьківський інстинкт — епізод
- 2013 — Жіночий лікар-2 — Ніна Павлова, жертва ДТП (у 56-й серії «Замкнуте коло» та 57-й серії «Зрозуміти, пробачити»)
- 2013 — Криве дзеркало душі — Аня
- 2014 — Лабіринти долі — епізод
- 2014 — Особиста справа — епізод
- 2014 — Пляж — мама Марійки (у 23-24-й серіях «Заручники хвилі» — немає в титрах)
- 2015 — Нюхач-2 — дружина слідчого
- 2016 — Громадянин Ніхто — Ольга Володимирівна Трунова, жертва пограбування
- 2016 — Лист надії — Дар'я, претендентка на приймання, прийняття за дочку Тані
- 2016 — Підкидьки
- 2016 — Центральна лікарня — мати Валентина
- 2017 — Друге життя Єви — Марійка
- 2017 — Заповіт принцеси — епізод
- 2017 — Пес-2 — дружина Ігоря Гнездилова (у 14-й серії «Кривдник» та 23-й серії «Заповіт»)
- 2017 — Пес-3 — дружина Ігоря Гнездилова (у 15-й серії «Останній конвой»)
- 2017 — Будиночок у селі (у виробництві)
- 2019 — Таємниці — епізод
- 2019 — У неділю зранку зілля копала — Марія Воронова
- 2019— Дільничний з ДВРЗ вона грає роль Насті.
- 2020 — Дільничний з ДВРЗ 2
- 2021 — «Ромео і Джульєтта із Черкас» — роль Віра Монтенко.
- 2022 — Дільничний з ДВРЗ 3
- 2022 — Дільничний з ДВРЗ. Операція «Новий рік»
- 2024  —   Дільничний з ДВРЗ повітряна тривога